# جانگ گائو لی
جانگ گائو لی (张高丽؛ زادهٔ نوامبر ۱۹۴۶ (۷۸ سال)) معاون اول نخست وزیر چین و عضو دایمی کمیتهٔ مرکزی حزب کمونیست چین است.